# DsPIC
dsPIC – najmłodsza rodzina mikrokontrolerów firmy Microchip, których produkcja zaczęła się pod koniec 2004. Procesory te oparte są na rdzeniu PIC, jednak ich architektura została dostosowana do specyficznych zadań spotykanych przy przetwarzaniu sygnałów. Są też pierwszymi w pełni 16-bitowymi mikrokontrolerami Microchipa. Producent oferuje wsparcie dla aplikacji dla tych procesorów udostępniając m.in. darmowe środowisko programistyczne (kompilator asemblera, symulator, debuger), gotowe biblioteki z funkcjami (np. filtrami FIR, liczeniem FFT), ograniczony czasowo kompilator C. Szczególnie ciekawą propozycją jest możliwość uzyskania bezpłatnych próbek tych procesorów.